# Tipula tristis
Tipula tristis är en tvåvingeart som beskrevs av Doane 1901. Tipula tristis ingår i släktet Tipula och familjen storharkrankar. Inga underarter finns listade i Catalogue of Life.